# Florida (Vicente López)
Florida es una localidad argentina del partido de Vicente López, en la zona norte del Gran Buenos Aires, provincia de Buenos Aires. Limita con la localidad de Vicente López al este, Olivos al norte, la Autopista Panamericana al oeste y la Ciudad de Buenos Aires al sur.
Florida tiene una superficie de 4,83 km² y una población de 48 158 habitantes, lo que lo convierte en la segunda localidad más poblada de Vicente López luego de Olivos. Es un área residencial de clase media y media alta. Administrativamente, el partido de Vicente López fue declarado ciudad en 1939, por lo que Florida constituye a los fines catastrales un barrio.

## Geografía
Su relieve es llano con un clima templado pampeano, influido por su cercanía al Río de la Plata.
Con 4.83 km² de superficie, es la tercera localidad más extensa del partido de Vicente López. Sus límites están determinados por la calle Malaver al norte, la Avenida General Paz al sur, la Avenida Maipú al este, y la Autopista Panamericana al oeste. En su vértice sureste se ubica el Puente Saavedra, en su vértice suroeste el Nodo Panamericana General Paz, y en su vértice noreste la Quinta de Olivos.
El barrio está atravesado cada 300 metros por calles principales que circulan en sentido este-oeste y desembocan en la Autopista Panamericana, siendo ellas Laprida, Lavalle, Melo, Julio A. Roca, San Martín e Hipólito Yrigoyen. Florida está a 15 kilómetros al noroeste del centro de la ciudad de Buenos Aires y forma parte de su área metropolitana.
Florida integra jurisdiccionalmente la 1.ª. Sección Electoral, el Departamento Judicial San Isidro, el Consejo Escolar de Vicente López y la diócesis de San Isidro.

## Toponimia
Su nombre conmemora a la Batalla de La Florida, ocurrida en 1814 en el actual departamento de Santa Cruz (Bolivia), en el contexto de las guerras de independencia que libraban las colonias españolas en Sudamérica. Tal batalla enfrentó a fuerzas argentinas, bolivianas y peruanas por una parte, y al ejército español por otro. Fue clave para lograr la independencia de Bolivia y reafirmar el proceso emancipador de las Provincias Unidas del Río de la Plata. De idéntica manera, la tradicional Calle Florida del centro de Buenos Aires rememora a la batalla.

## Historia

### Colonización europea
Las tierras que actualmente forman el barrio de Florida estuvieron habitadas en su origen por indígenas de las etnias querandíes y guaraníes. Tras la segunda fundación de Buenos Aires en 1580 por el español Juan de Garay, el conquistador decidió repartir fracciones de tierra de los alrededores del asentamiento entre sus subordinados, comenzando por terrenos ubicados en los actuales barrios porteños de Recoleta y Retiro, y siguiendo hacia el norte hasta la actual localidad de San Fernando. Es así como se repartieron 65 lotes que iban, desde la parte superior de la barranca del Río de la Plata hasta una legua (5196 metros) tierra adentro y tenían un ancho de entre 300 y 500 varas (entre 260 y 433 m). En las localidades de Villa Adelina y Martínez, la avenida que transita por el fondo de lo que fueran esos terrenos se denomina Avenida Fondo de la Legua. Siete de aquellos lotes -llamados Suertes de Garay- integran al actual barrio de Florida.

### Primeros habitantes
Desplazados los pueblos originarios de las suertes, la fertilidad de las tierras pronto las convirtió en proveedoras de frutas, verduras, trigo y maíz para la gran ciudad vecina de La Trinidad, denominación de Buenos Aires en aquel momento.
Los dueños de las tierras, residentes en Buenos Aires, al cabo se trasladaron a las suertes con sus familias, trayendo consigo a sus esclavos negros, indios encomendados, sirvientes y criados.
El adelantado español Juan Ortiz de Zárate recibió, en 1569, permiso para traer 100 esclavos negros para uso en su campo, y a ello siguió el tráfico ilegal de esclavos africanos para el trabajo en las plantaciones del área. Los esclavos introducidos eran provistos por traficantes españoles, portugueses, británicos, neerlandeses y franceses.

### SigloXVII
La zona que comprende al actual partido de Vicente López fue conocida por diferentes nombres: luego de "Suertes de Garay" se la llamó "Las Chacras", más tarde "Suertes del Pago del Río Arriba" y finalmente, en un acta del Cabildo de Buenos Aires de fecha 28 de abril de 1608, se la denominó "Pago del Monte Grande". El nombre de Pago del Monte Grande se debía a la abundancia de árboles en la región (en Argentina se denomina monte a una arboleda frondosa, especialmente en la región pampeana), y la primera gran disputa entre vecinos se debió, precisamente, al monopolio de la leña por parte de los vecinos Amador Báez de Alporín y Gil González. En 1608, las autoridades del Cabildo de Buenos Aires prohibieron la recolección de leña en la zona. A su vez, el Cabildo le asignó producción exclusivamente agrícola y prohibió la cría de ganado de carne, autorizando solamente la existencia de ganado destinado a fuerza de labranza o a la alimentación de los peones rurales.
Las chacras resultantes del sorteo fueron deslindadas por agrimensura en 1606 y medidas con precisión.
La zona más oriental de las chacras, es decir, la costa del Río de la Plata y las barrancas adyacentes –actual localidad de Vicente López– fue destinada a viñedos, producción que abasteció a la ciudad de Buenos Aires durante los siguientes tres siglos y medio.
Con una población de 220 personas en 1605, de menos de 500 en 1619, de 250 en 1664, y sin áreas urbanizadas en tan gran superficie, la actual Florida sufrió varias epidemias, seguidos de oleadas de fugas y deserciones de indígenas encomendados y esclavos, quedando prácticamente despoblada. Esto provocó una crisis productiva al faltar mano de obra para las cosechas, con la consiguiente escasez de alimentos en Buenos Aires.

### SigloXVIII
Luego de muchos años de baja productividad cerealera, las autoridades de Buenos Aires nombran a José de Esparza comisionado para supervisar el levantamiento de las cosechas en 1723. Tres años más tarde, se ofrece a los pocos pobladores restantes trasladarse a Montevideo, lo que agrava aún más la caída demográfica de toda la zona.
En 1781, Juan José de Vértiz, gobernador de Buenos Aires ordenó un censo de campaña en toda la zona, que arrojó los siguientes resultados demográficos:
- Blancos: 2198
- Indios: 495
- Mulatos: 203
- Negros: 174
  - Total: 3047

Las cifran evidenciaron, por un lado, el gradual incremento poblacional en los 50 años anteriores, y por otro, el importante despoblamiento generalizado del área en la época virreinal.

### Organización militar y vías de comunicación en la etapa hispánica
Mientras que la zona urbana de Buenos Aires poseía "milicias urbanas", la zona que hoy se conoce como Florida disponía de las llamadas "milicias rurales". Ambos tipos estaban integradas por los vecinos y sus sirvientes que, armados, se reunían y operaban en caso de ataque. Eran comandadas por oficiales y suboficiales. A principios del siglo XVII las milicias rurales combatían montadas a caballo, armadas con lanzas, adargas y unos pocos mosquetes y arcabuces.
En 1674 se crea la Compañía de Milicias del Monte Grande y Las Conchas, bajo el mando del Capitán Juan Gómez de Saravia. El mismo año se crean las Milicias Provinciales, desplegándose en el área 7 compañías con un total de 695 efectivos. Tropas provenientes de la actual Florida y reclutada en estas unidades, participaron en 1763 de la toma de Colonia del Sacramento a las fuerzas portuguesas, y de las expediciones a Santa Teresa y a Río Grande.
Muchos de los esclavos negros y mulatos de la zona combatieron durante las Invasiones Inglesas a Buenos Aires, y posteriormente en la Guerra de Independencia argentina.
Los caminos del actual barrio de Florida recibieron los siguientes nombres durante la dominación hispánica:
- Camino de las Carretas: actual calle Laprida.
- Callejón de Ibáñez: actual calle Melo, mantuvo el nombre hasta 1934.
- Camino del Río: actual calle Roca.
- Nuevo Camino del Alto: creado por orden del Virrey Vértiz en 1781, luego adoptó el nombre de Camino de Santa Fe –ya que por él se llegaba a la ciudad de Santa Fe–, y desde 1911 se lo conoce como Avenida Maipú.

### Llegada del ferrocarril
En 1870 llegó a la zona una gran cantidad de inmigrantes italianos, pioneros en la que sería una fuerte oleada inmigratoria. Se establecieron en pequeñas quintas en la zona de Florida, donde se dedicaron a la producción de ladrillos.

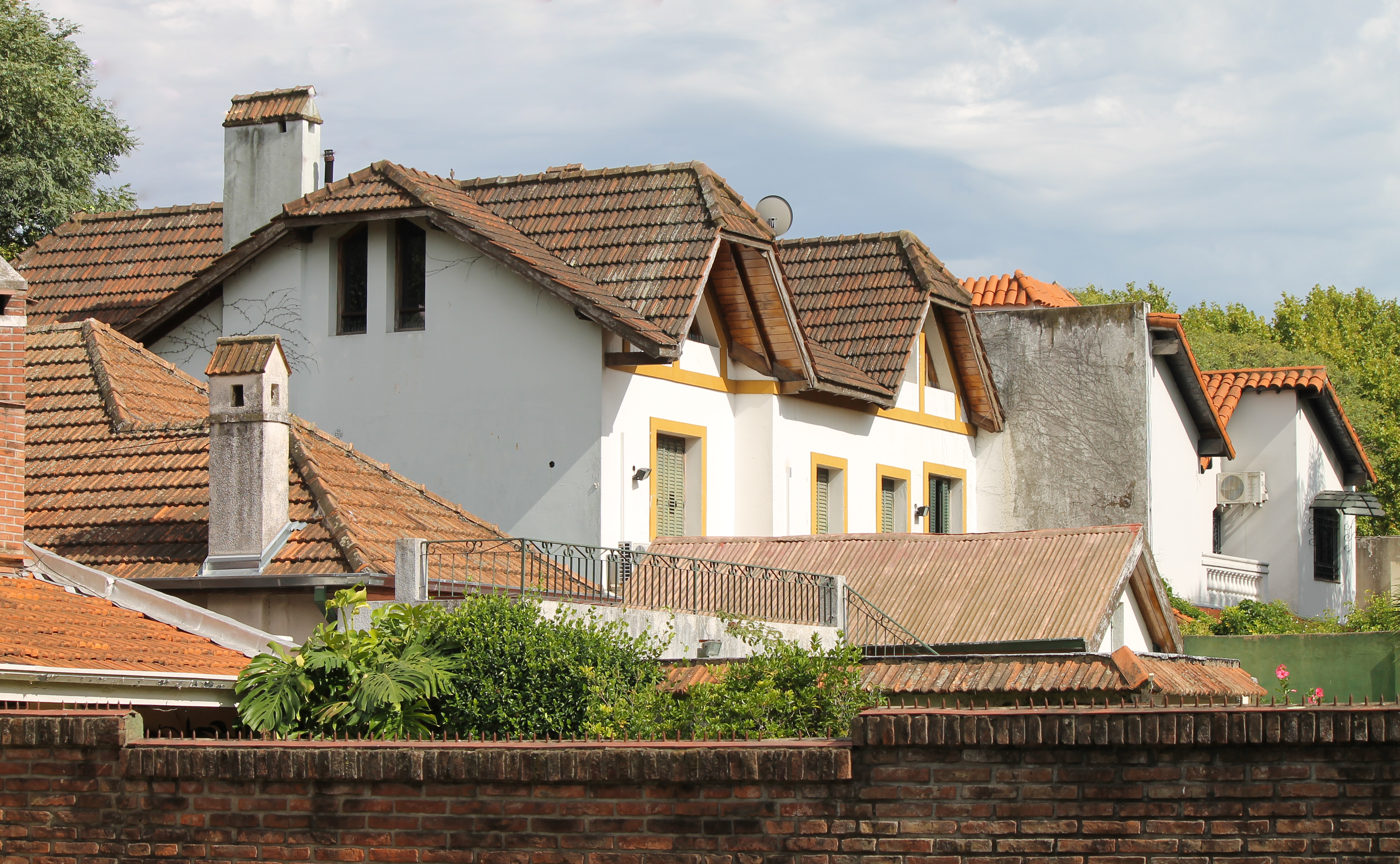
Techos de teja característicos.

En 1887, el presidente argentino Miguel Juárez Celman adjudicó al magnate Emilio Noguier la construcción de un ramal de ferrocarril que debía unir el barrio de Belgrano con el pueblo de Las Conchas (Tigre), con el fin de generar una competencia al Ferrocarril Central Argentino, ya que su traza tenía que ser paralela a la de este, pasando por los mismos pueblos. Para materializar la empresa, el Sr. Nouguier conformó en 1888 la Compañía de Ferrocarriles Pobladores que, como primera medida, compró tierras en los lugares donde se construirían las estaciones del nuevo ramal. Al año siguiente iniciaron las obras, pero quedaron paralizadas por dificultades financieras. Como consecuencia, Nouguier vendió la concesión del proyecto a una empresa británica, The Buenos Aires and Rosario Railway Co. Ltd., compañía que administraba la traza principal de la que se escindiría este nuevo ramal. Concretada la venta, Nouguier transfirió las tierras por donde pasaría el ramal, aunque conservó los predios linderos a las estaciones a construirse. Así, la Compañía de Ferrocarriles Pobladores se transformó en una empresa inmobiliaria.
La estación Florida se inauguró en 1891, junto con las estaciones Coghlan, Luis María Saavedra y Bartolomé Mitre. Este ramal es actualmente operado por la Línea Mitre hasta la estación Bartolomé Mitre, y por el Tren de la Costa desde la estación Libertador -construida a ese efecto- hasta Tigre (estación Delta).
El 7 de mayo de 1891, el intendente de San Isidro, Francisco Pitt –partido al que pertenecía la zona en aquel momento– aprueba por decreto oficial la traza de Florida. Entre 1895 y 1915, la Compañía de Ferrocarriles Pobladores y el Banco Francés, procedieron al loteo y remate de las tierras. A partir de entonces, muchas familias decidieron radicarse en Florida, además de empleados del ferrocarril mismo, que comenzó a poblarse rápidamente.

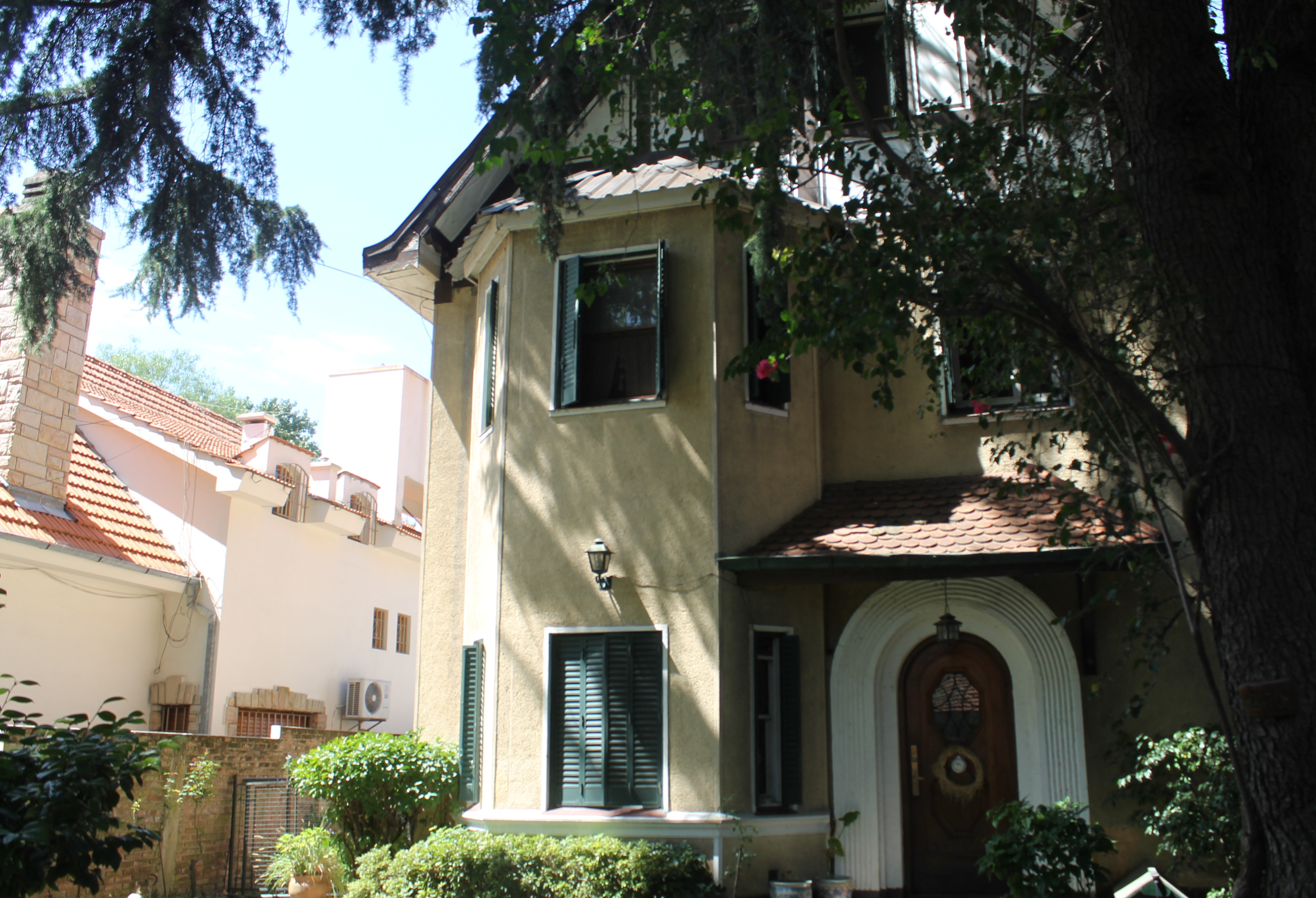
Casa tradicional inglesa.

### Desarrollo de la localidad
A fines de 1905 se creó el partido de Vicente López, como desmembramiento del de San Isidro, y Florida quedó bajo el ejido de la nueva comuna. Debido al desarrollo de la zona desde la inauguración de la estación Florida, los concejales del flamante municipio dictan en 1908 una ordenanza declarando "pueblo" al paraje conocido como Florida.
Uno de los pobladores pioneros de Florida, Antonio Trabucco, fundó en 1909 junto a otros vecinos, la Sociedad Progreso de Florida, que adquirió máquinas para nivelar las calles del barrio, colocar alcantarillas, mejorar el acceso a la estación Florida, y plantar centenares de ejemplares de plátanos.

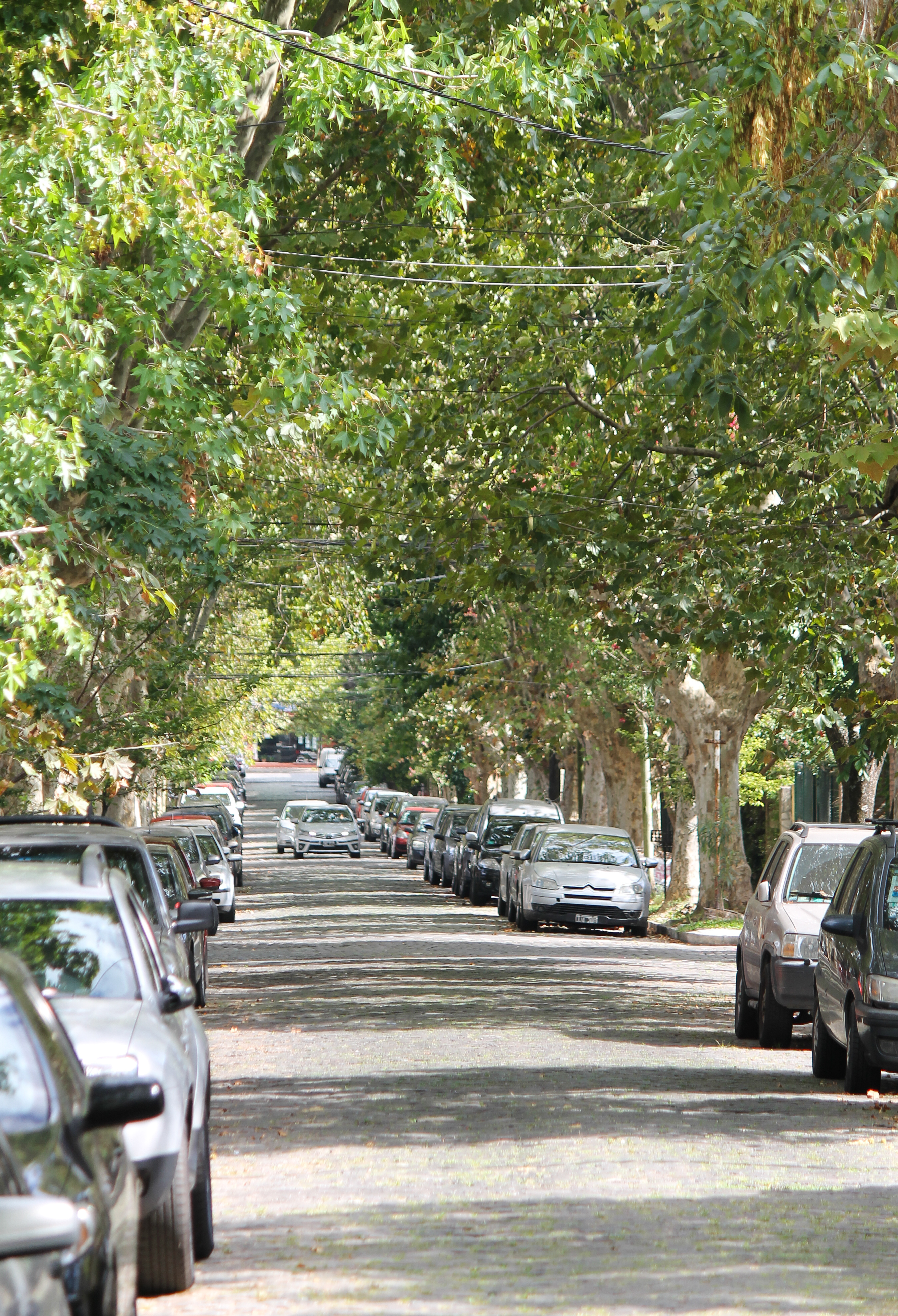
Calle Ayacucho con arbolado de plátanos.

En 1912 se construyó la estación Parada Bosch –ahora Aristóbulo del Valle– de la actual Línea Belgrano Norte.
En 1915 los empleados del ferrocarril fundan el Florida Tenis Club
En 1931 se inauguró el Hospital Municipal Dr. Bernardo Houssay, hospital central del partido. El mismo año se inaugura la estación Juan B. Justo.
A principios del siglo XX se crearon la mayoría de las escuelas, clubes y parroquias católicas de la localidad. Sobresale entre ellos por su tamaño –casi 4 hectáreas– el Instituto La Salle Florida, fundado en 1934. También se instalaron algunas grandes fábricas textiles e hilanderas.
Entre las décadas de 1920 y 1950, la localidad experimentó una explosión demográfica al establecerse en Florida una gran cantidad de inmigrantes europeos, especialmente españoles, italianos y alemanes.
En 1944, la comunidad de inmigrantes judíos alemanes fundaron la sinagoga Lamroth Hakol.
Con posterioridad a la nacionalización de los ferrocarriles, se inauguró en 1951 la estación Cetrángolo de la Línea Mitre, intermedia entre las estaciones Florida y Bartolomé Mitre.
A fines de la década de 1950, se instalaron en el barrio las organizaciones Rotary Club y Cruz Roja.
Entre 1960 y 1970 cayeron en abandono las fábricas hilanderas abiertas a principio de siglo. Hubo una pequeña oleada de inmigración coreana y japonesa.
En la década de 1990, en un contexto de gran oferta de créditos hipotecarios, y aprovechando el relativo bajo valor en dólares de las propiedades de la zona, se construyeron una gran cantidad de duplex –pequeñas casas de dos pisos, que solían tener un ático en su tercer planta– destinados a familias jóvenes profesionales.

En la actualidad las calles adyacentes a Av. Maipú tienen un crecimiento exponencial.

Desde principios de los 2000, Florida ha experimentado un proceso de gentrificación. Muchas familias de la capital se trasladaron al barrio en búsqueda de viviendas más amplias y mayor espacio verde. Las antiguas fábricas textiles fueron reconvertidas en condominios de departamentos con amenities. En los años recientes se instalaron muchos estudiantes universitarios extranjeros, especialmente venezolanos, debido a su cercanía al subte de Buenos Aires.

## Arte y cultura

### Centros culturales
- Centro Cultural Quinta Trabucco es una antigua residencia de 1900 donde habitó Antonio Trabucco, uno de los pobladores pioneros del barrio, quien fuera administrador de las Galerías Pacífico de Buenos Aires. Además de funcionar como un parque público de 2 hectáreas con grandes ejemplares de vegetación autóctona argentina, se realizan en él exposiciones pictóricas, muestras fotográficas y recitales de música académica, folclore y tango.[4]
- Centro Cultural Alfonsina Storni ofrece a la comunidad cursos de idiomas, clases de teatro y disciplinas como taekwondo y yoga.
- Centro Cultural Tiempos Modernos, restorán tipo bodegón, exhibe música jazz o milonga en vivo. También se dictan clases de tango. Fundado en 2005, se ha transformado en uno de los locales gastronómicos más frecuentados de Vicente López.
- Paseo Cultural García Lorca se constituyó en 2013 como una asociación vecinal en la calle Aristóbulo del Valle, cercana a la estación homónima, con el objeto de promover la actividad cultural y gastronómica en la zona. Nuclea varias propuestas recreativas como la Biblioteca Popular Sudestada, la Plaza Federico García Lorca, además de apoyar a los estudios aledaños de producción audiovisual. La asociación se opuso públicamente al proceso de gentrificación que experimenta Florida.
- Mercado Sabe La Tierra es una feria de productores de alimentos sustentables y orgánicos, en inmediaciones de la estación Florida. Abre todos los fines de semana y forma parte de una red de mercados naturales de zona norte.

La actividad cultural de Florida es variada y de corte bohemio. Atrae a muchos jóvenes de zona norte con un estilo de vida alternativo, por lo que surgieron numerosas escuelas de teatro y circo. Los talleres de joyería y orfebrería también se han vuelto populares. Algunos comerciantes del rubro gastronómico han comenzado a utilizar antiguos almacenes para abrir espacios de cata de vinos y bares speakeasy.

### Arquitectura
Al igual que otros barrios, su arquitectura es muy heterogénea. Sin embargo, presenta una serie de características comunes que se repiten en todo el barrio: predominio de casas bajas unifamiliares de hasta dos pisos, con techos a dos aguas –es decir, con una ligera inclinación para facilitar el desagote de las lluvias– de tejas francesas o coloniales.  En su fisonomía prevalecen las casas con cocheras propias, amplios fondos –jardines traseros–, y pulmones de manzana despejados.
Como Florida se formó alrededor de la estación del ferrocarril, allí se encuentran las casas más antiguas, de estilo Tudor, de moda en aquel momento entre sus pobladores británicos.
A partir de las décadas de 1920 y 1930 se popularizaron las construcciones de formato art deco (especialmente en comercios y cafés) de las que muy pocas se conservan en el presente.
Más adelante, en los años 1940 y 1950 se masifica el proceso de llegada de nuevos vecinos al barrio, que decidieron edificar sus viviendas en estilo Mar del Plata. Este estilo, surgido en la costa atlántica de Argentina, simbolizó el ascenso social de las clases medias y era muy común en ese tiempo, caracterizado por el revestimiento de piedra, techos de tejas coloniales y jardines delanteros.

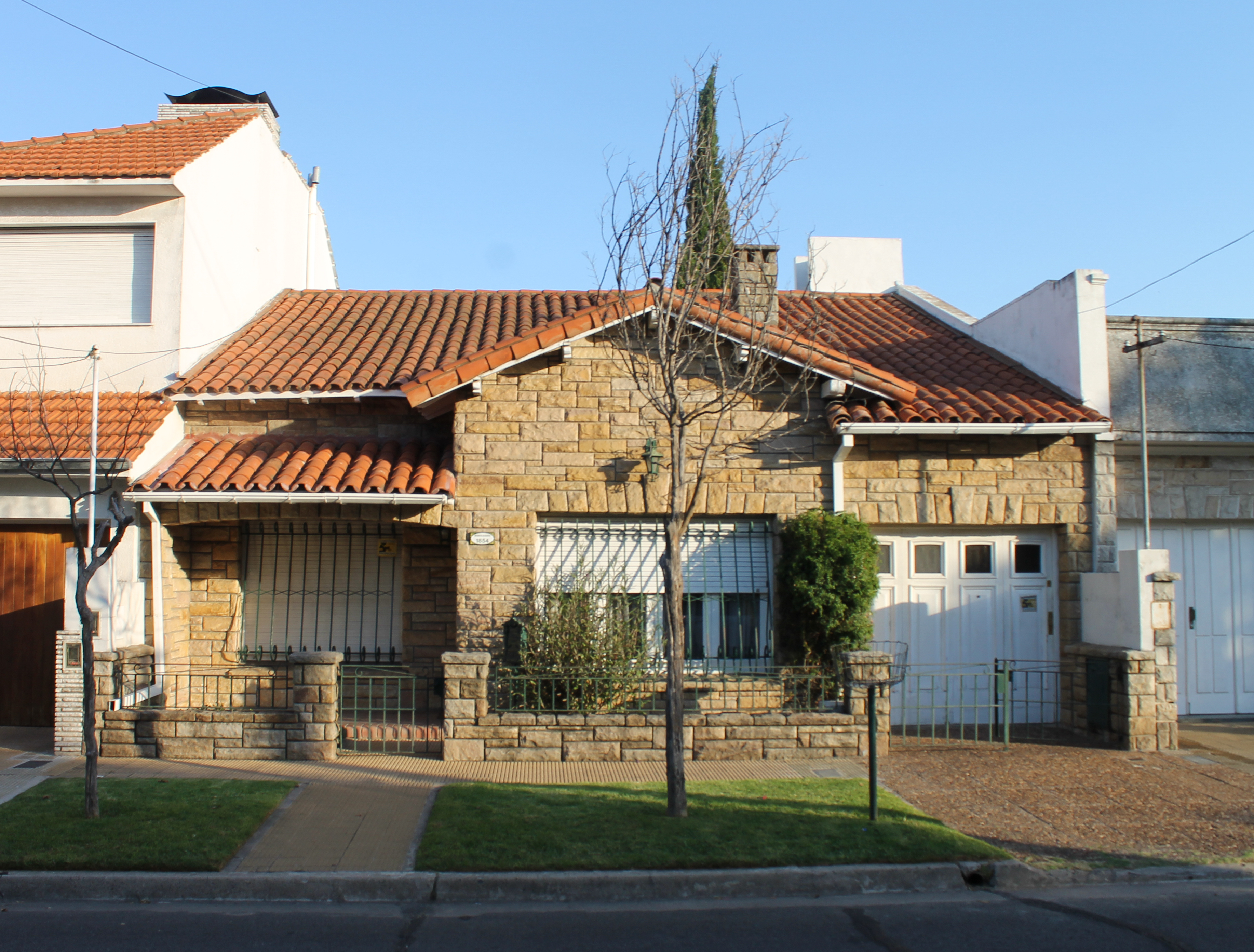
El estilo Mar del Plata es uno de los más presentes en Florida.

Posteriormente, entrada la década de 1960 se evolucionó hacia el prototipo de chalet californiano, de mayor tamaño, solía estar rematado por palmeras nativas y una cochera exterior, seguía la tipología de la casa standard de suburbio estadounidense.
En los años 1970, el eje sobre la Avenida Maipú vio su fisonomía transformada radicalmente con la construcción de torres y edificios de hasta 15 pisos.
A partir de 1990, se edificaron muchas casas de tipo duplex. Las nuevas casas continuaron el formato de casa con ladrillo a la vista, espacios verdes propios y techo de tejas.
En las últimas dos décadas, se han reciclado las antiguas fábricas hilanderas, haciendo de ellas condominios de lofts y departamentos. La oferta de departamentos sigue siendo muy escasa, aunque creciente, sobre todo en cercanías de la Avenida Maipú, donde a principios de los años 2000 se plantaron árboles peltophorum dubium en toda su traza. Más habitual es la presencia de casas tipo PH, es decir, con una entrada común a varias unidades, que suele estar recubierta por una enredadera o vid.
Las calles de Florida se caracterizan por sus arboledas frondozas, sobresaliendo los árboles paraísos, plátanos, fresnos, liquid ámbar, ficus, jacarandás, tilos, palmeras pindó y palmeras phoenix canariensis.

## Seguridad
Florida es patrullada por la Comisaría Segunda de Vicente López y servida por los Bomberos Voluntarios de Vicente López. Es habitual la presencia de patrulleros de la Prefectura Naval por su proximidad con el eje costero del Río de la Plata y de la Policía Federal Argentina por su cercanía a la Residencia Presidencial. En muchas esquinas existen garitas de seguridad privada, aunque en los últimos años ha disminuido su cantidad.
El área de Vicente López es, con 1,1 homicidios cada 100 000 habitantes, el partido abismalmente más seguro de la zona norte del Gran Buenos Aires, y el segundo partido más seguro de toda la aglomeración después de Ezeiza. Desde 2009, se sumó a la vigilancia del barrio la Patrulla Vicente López, fuerza policial del distrito.
En 2013 se inauguró en Florida una delegación de la Patrulla Vicente López, en cercanías del Nodo Panamericana General Paz.

## Infraestructura

### Transporte

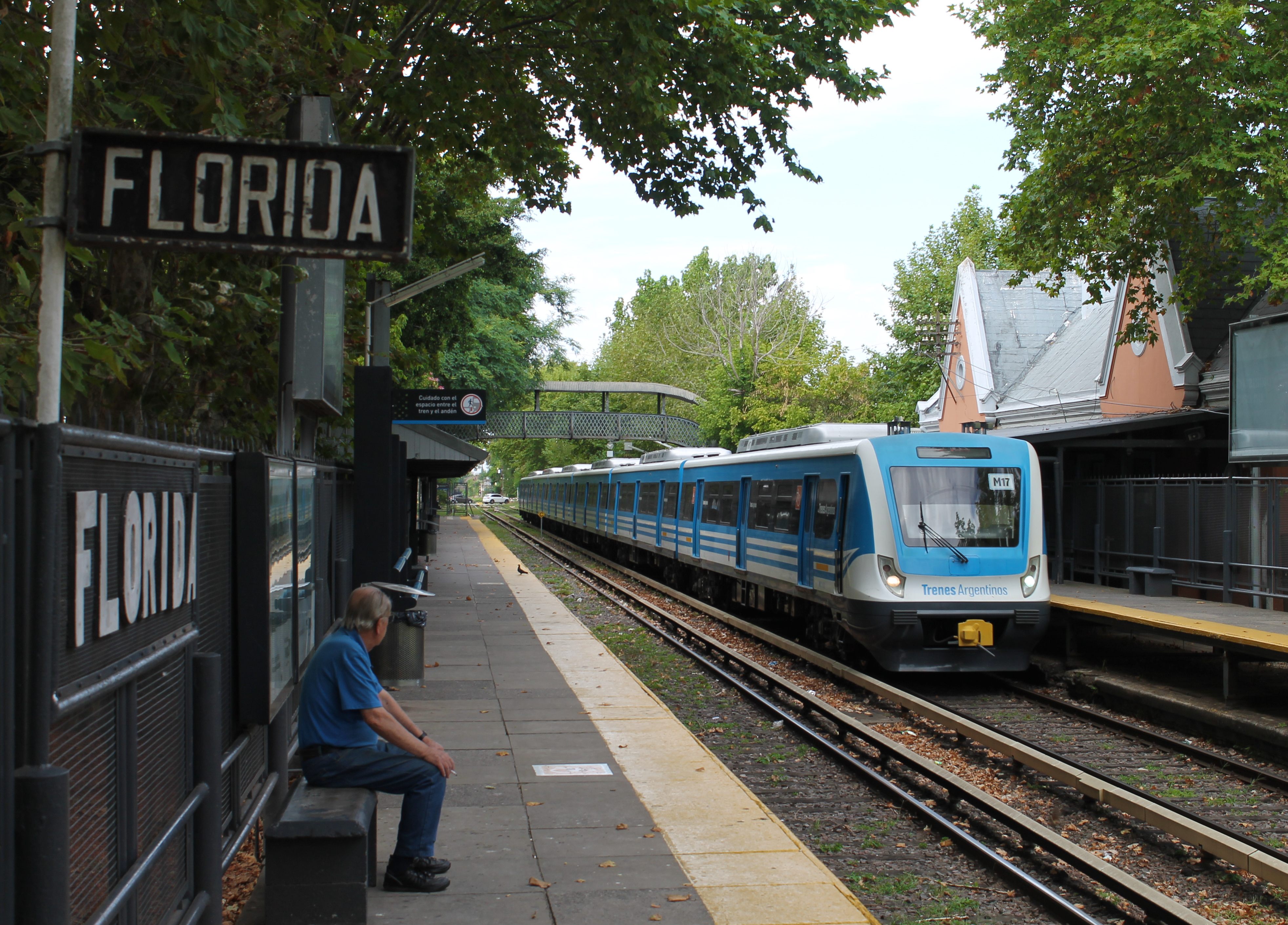
Estación Florida

Está fuertemente conectado con otras localidades de la zona norte del Gran Buenos Aires como también con el centro de Buenos Aires, y especialmente con el Aeroparque Jorge Newbery.
Florida está enlazado al resto de la ciudad por dos autopistas, una vía de Metrobús, 21 líneas de colectivos y 4 estaciones de trenes  (Aristóbulo del Valle, Florida, Juan B. Justo y Cetrángolo) que sirven a las líneas Belgrano Norte y Mitre.

### Educación

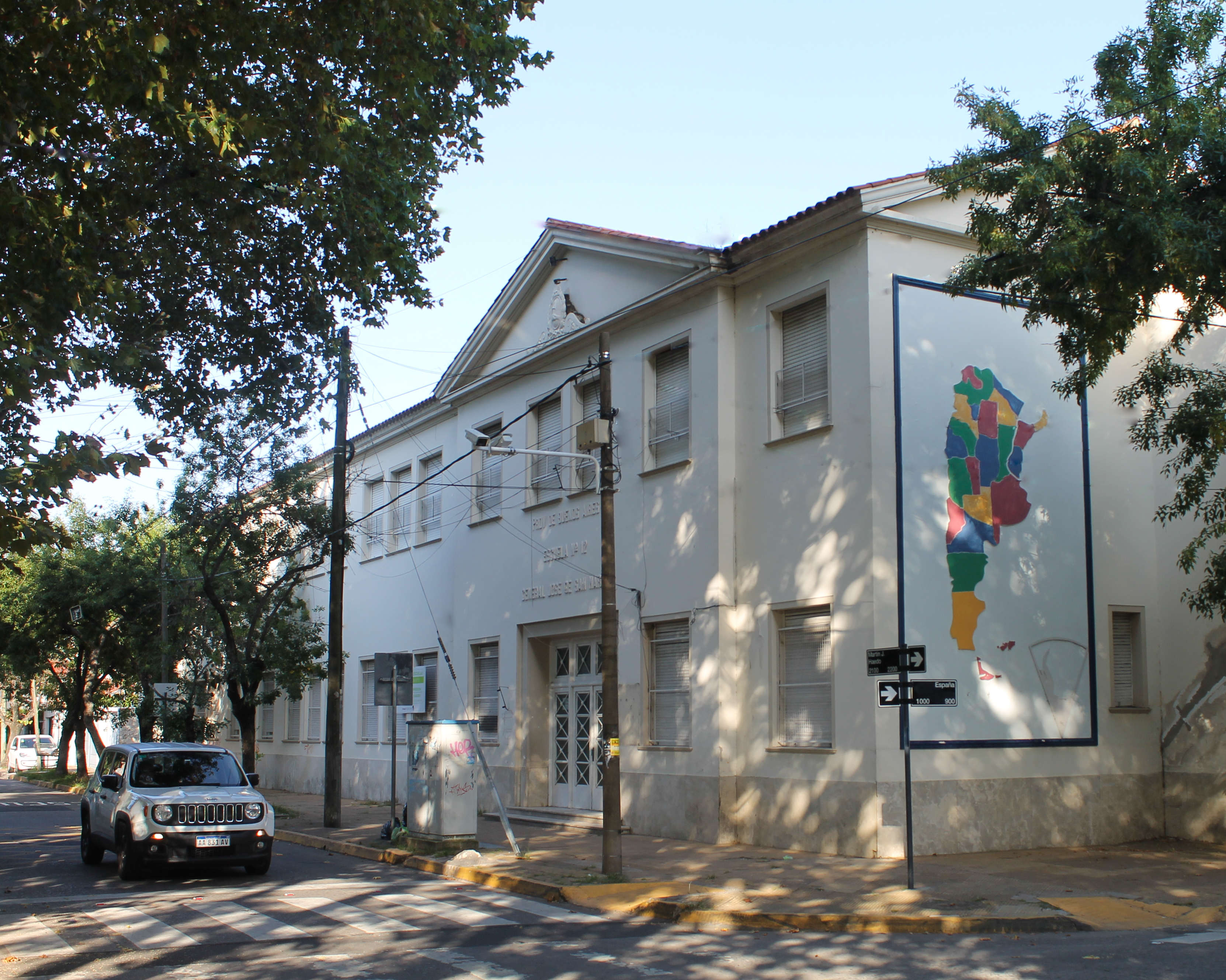
Escuela Primaria José de San Martín

Florida ofrece un abanico amplio de instituciones educativas.
Las escuelas estatales de Florida son administradas por el Consejo Escolar de Vicente López. Hay 4 escuelas estatales primarias (Julio A. Roca, José de San Martín, José M. Estrada y Joaquín V. González) y 3 escuelas estatales secundarias (Escuela Secundaria N.º 8, Luis Leloir y Provincias Unidas).
La escuela abrumadoramente más grande es el Instituto La Salle Florida, fundado en 1934 por hermanos lasallanos, ocupa un predio de casi 4 hectáreas. Hasta 1995 fue un colegio de varones, mientras que el Colegio Santa Teresita del Niño Jesús –segundo más grande del barrio–, fundado en 1925 por Teresa de Lisieux, funcionaba exclusivamente para mujeres.
El tercer colegio católico del barrio es el Instituto Ceferino Namuncurá, fundado en 1961 y contiguo a la Parroquia Nuestra Señora de la Guardia.

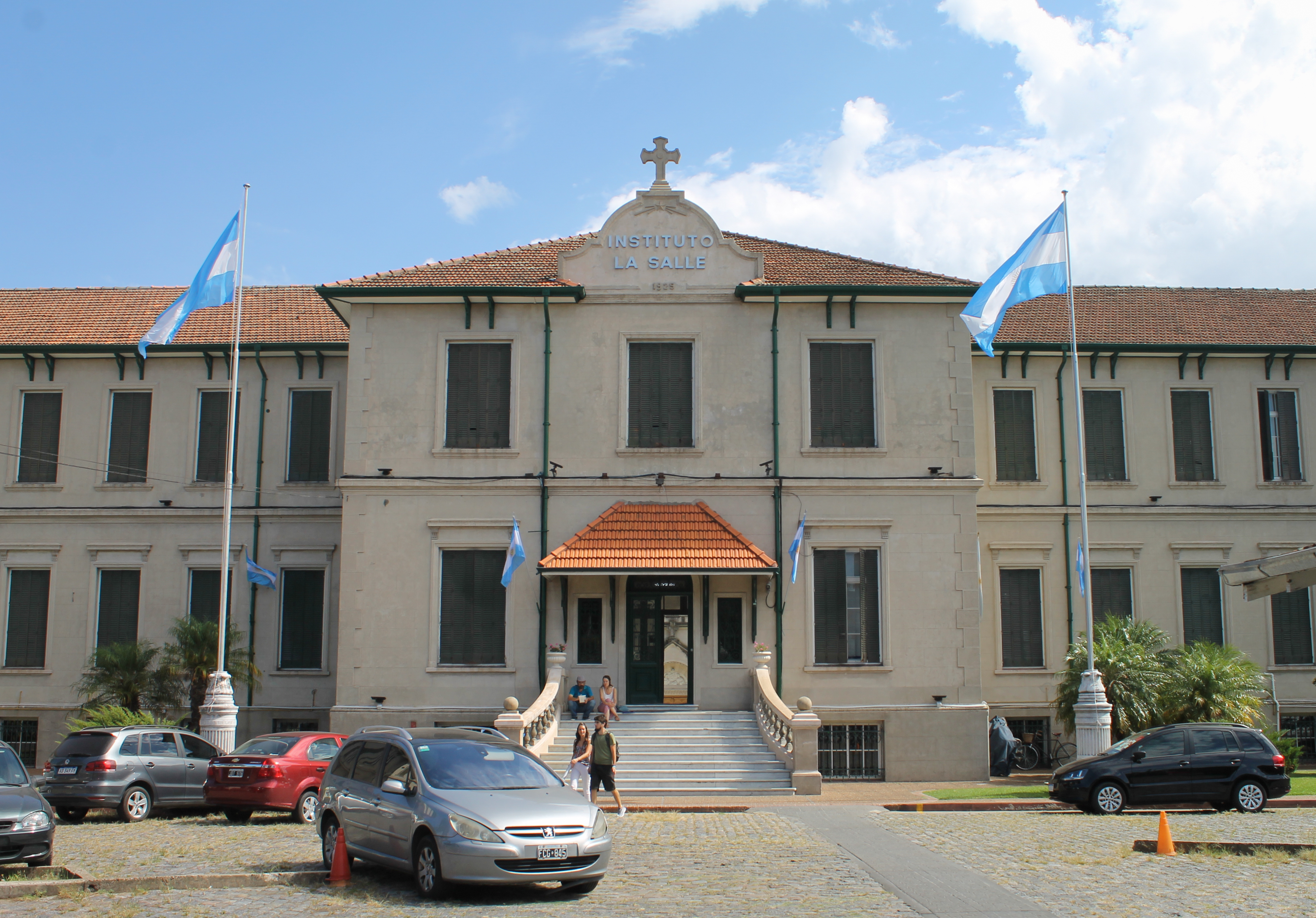
Instituto La Salle Florida

Florida cuenta con dos escuelas alemanas: el Colegio Rudolf Steiner y la Escuela Konrad Lorenz. Siendo la primera parte del sistema educativo Waldorf, existe otra escuela de igual pedagogía, la Escuela Waldorf Cuarto Creciente.
La comunidad armenia, cuya presencia en Florida es destacable, administra el Colegio Armenio de Vicente López.
Florida Day School es una institución tradicional de la enseñanza bilingüe en el barrio, cuenta con varias sedes y cubre los niveles inicial, primario y secundario.
En la década de 2010, se han abierto en el barrio numerosos jardines maternales, tanto municipales como privados.

### Salud
La localidad cuenta con varios centros de salud de mediana y alta complejidad. Entre ellos se destaca el hospital central del partido, Hospital Municipal Dr. Bernardo Houssay.
Además, Florida es sede del Diagnóstico Maipú, la Clínica Olivos, el Hospital Británico de Vicente López, el Hospital Dr. Antonio A. Cetrángolo, el Hospital Privado Modelo y el Sanatorio Vicente López La Torre.

## Deportes
Entre los deportes que se practican en Florida sobresalen el tenis y el fútbol. El primero tiene lugar en el Florida Tenis Club, cercano a la Estación Florida.
El barrio alberga el Estadio Ciudad de Vicente López, recinto del Club Atlético Platense, un club que actualmente compite en la Primera División Argentina. El club fue iniciador de jugadores como Julio Cozzi, Blas Giunta, Marcelo Espina y David Trezeguet (quien luego saldría campeón con Francia en la Copa del Mundo de 1998).
El exjugador Hernán Crespo de la Selección Argentina de Fútbol también es oriundo de Florida. Cursó sus estudios en el colegio La Salle Florida y la Secundaria N.º 8 Florida. Asimismo, Lucas Pusineri fue alumno de La Salle Florida y jugador de Platense.
El Club San Martín tiene una cancha indoor de pelota vasca y otra de squash.
El barrio alberga numerosos clubes de barrio como el Club Villa Pearson, Club Defensores de Florida, Club Sportivo Italiano, Club Balcarce y Estrella Federal.

## Parroquias y sinagogas en Florida

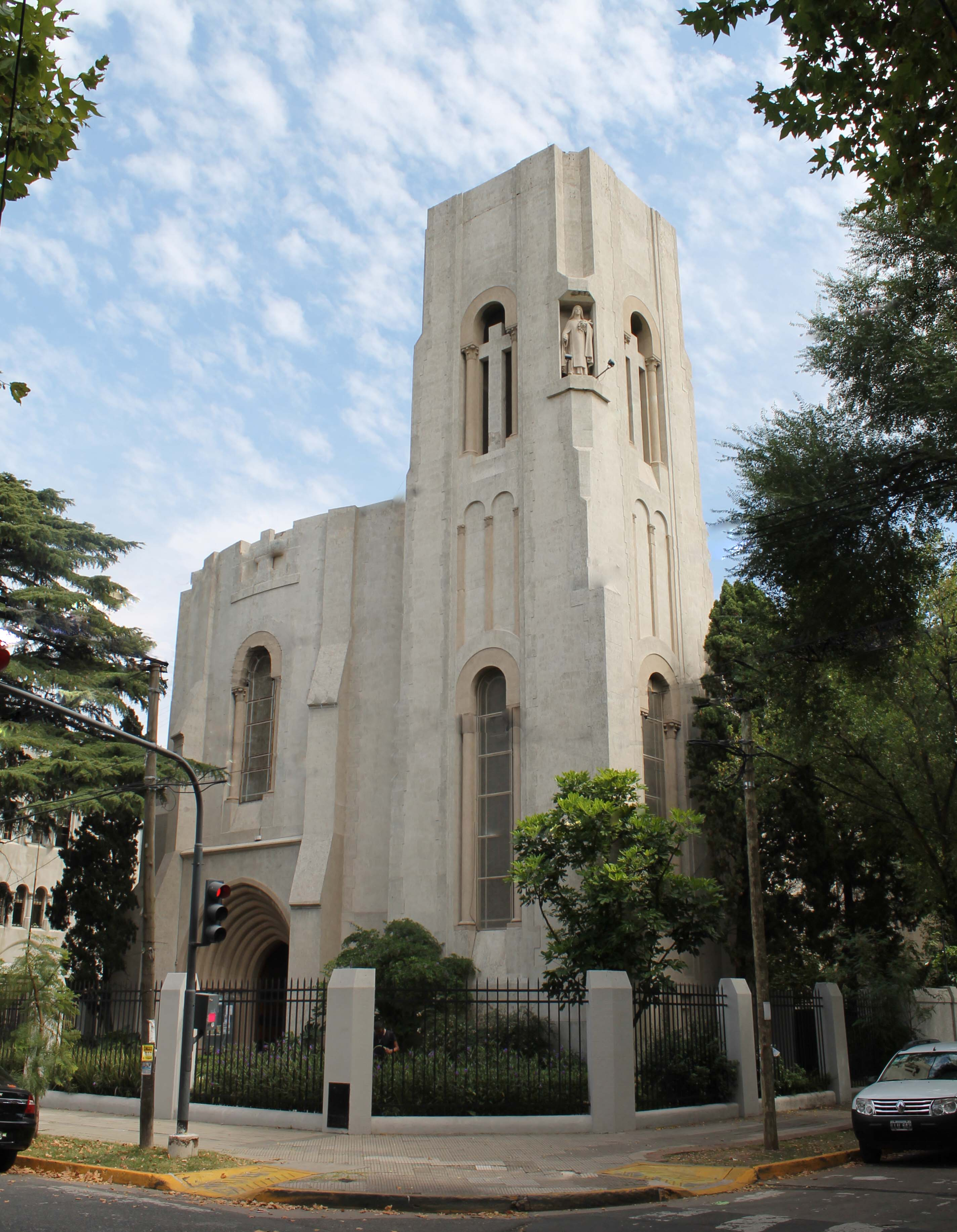
Parroquia Santa Teresita del Niño Jesús

En Florida hay cuatro parroquias de la Iglesia Católica, siendo la más importante por tamaño la Parroquia Santa Teresita del Niño Jesús. El Instituto La Salle Florida tiene su propia capilla. También hay un templo de la comunidad armenia, la Iglesia Apostólica Armenia San Jorge. Además, es sede del templo judío Lamroth Hakol, principal sinagoga de la zona norte del Gran Buenos Aires.
| Diócesis   | San Isidro                                                                                           |
| ---------- | --- |
| Parroquias | Santa María Magdalena, María Inmaculada, Nuestra Señora de la Guardia, Santa Teresita del Niño Jesús |